# Afonso de Paiva
Pour les articles homonymes, voir Paiva (homonymie).
Afonso de Paiva, né en 1460 à Castelo Branco (Portugal) et mort en 1490 en Afrique, est un explorateur et navigateur portugais de l'époque des grandes découvertes. 
À la demande de Jean II de Portugal, Afonso de Paiva part en 1487 avec Pêro da Covilhã, pour recueillir des informations sur les routes commerciales et les points d'escales de l'Océan Indien. Passés par Le Caire, les deux hommes se séparent à Aden : Paiva part vers l'Ethiopie et meurt dans les mois qui suivent. Covilha voyage en Inde, revient au Caire, puis repart en 1494 vers l'Ethiopie où il passe le reste de sa vie.
En 1497-1498, a lieu la première liaison maritime du Portugal (et de l'Europe) à l'Inde par le cap de Bonne-Espérance (Vasco de Gama).

## Biographie

### Origines familiales et formation
Né à Castelo Branco, fils de haute famille, il hérite de la charge de fonctionnaire fiscal dans sa ville natale et d'écrivain royal pour la communauté hébraïque, activité qui l'amène à côtoyer des orientaux et à apprendre l'hébreu et l'arabe.  

### Sous le règne d'Alphonse V
Il participe à la bataille de Toro (1476) au côté de l'infant Jean qui a l'occasion de reconnaître ses mérites comme écuyer. 

### Sous le règne de Jean II: la mission en Orient

#### Objectifs
Devenu roi en 1481, Jean le choisit en 1487 pour accompagner Pêro da Covilhã, les deux hommes parlant couramment arabe, à la recherche de la route des Indes ainsi que du royaume du Prêtre Jean. Le but de cette mission est de préparer la navigation portugaise dans l'océan Indien, à un moment où, sur mer, Bartolomeu Dias part chercher un passage au sud de l'Afrique, qu'il découvre effectivement en 1487, le cap de Bonne-Espérance. 

#### Le voyage
Le 7 mai 1487, les deux émissaires partent de Santarém, avec de l'argent et des indications données par les cosmographes de la cour sur l'itinéraire à suivre.
Lisbonne, Valence, Barcelone, Naples et Rhodes sont les étapes de la première partie du voyage. Ils vont ensuite à Alexandrie, se faisant passer pour des marchands, puis vont au Caire, à Suez, arrivant à Aden en 1488. 
Là, ils se séparent: Pêro da Covilhã se dirige vers l'Inde et Afonso de Paiva vers l'Éthiopie.
Il disparaît au cours de sa mission dans des conditions inconnues. Pêro da Covilhã, revenu d'Inde au Caire, apprend sa mort en 1490.